# Chronologie du droit du travail en France
Le droit du travail en France s’est construit progressivement depuis la Révolution française, en réponse aux évolutions économiques, sociales et politiques. Ce domaine du droit régit les relations entre employeurs et salariés, conciliant protection des travailleurs et liberté d’entreprendre. Cette chronologie retrace les grandes étapes de son développement.

## Révolution française etXIXesiècle: Les débuts
En 1791, Loi Le Chapelier : supprime les corporations et interdit les coalitions ouvrières et patronales, marquant un retour à une liberté individuelle dans le cadre économique.
En 1803, Livret d'ouvrier : instauré sous Napoléon Bonaparte, il oblige les ouvriers à détenir un livret signé par leur employeur, limitant leur mobilité professionnelle.
En 1806, Loi du 18 mars 1806 : Création des conseils de prud'hommes pour régler les différends du travail. Les ouvriers n’y sont pas admis. Premier conseil des prud'hommes à Lyon.
En 1841, Loi relative au travail des enfants employés dans les manufactures, usines et ateliers - Loi Cunin-Gridaine : la loi est la première législation sociale visant à encadrer le travail des enfants, interdisant le travail des enfants de moins de 8 ans : 
En 1848, Décret du 25 février 1848 : Création des ateliers nationaux pour fournir du travail aux chômeurs, bien que cette initiative ait été de courte durée.
En 1864, Loi Ollivier : Reconnaissance du droit de grève lève l’interdiction des coalitions, ouvrant la voie aux premières revendications collectives.
En 1874, loi du 19 mai 1874 : création de l'inspection du travail avec un service de 15 inspecteurs divisionnaires et des inspecteurs départementaux, financé par les Conseils généraux.
En 1884, Loi Waldeck-Rousseau : Loi relative à la création des syndicats professionnels reconnaît la liberté de créer des syndicats professionnels.
En 1892, Loi du 2 novembre 1892 : Réglementation du travail des femmes et des enfants dans les établissements industriels, limitant leur durée de travail à 11 heures par jour.
En 1898, Loi sur l'indemnisation des accidents du travail : institue une responsabilité patronale en cas d’accident du travail, posant les bases de la protection sociale.

## XXesiècle: l’émergence des droits collectifs et sociaux
En 1900, Loi du 30 mars 1900 : loi dite « loi Millerand », limitant la journée de travail à onze heures du 1er avril 1900 jusqu'au 1er avril 1902, puis à dix heures et demie jusqu'au 1er avril 1904 ; et en fixant l'application progressive sur un délai de quatre ans.
En 1906, Loi du 13 juillet 1906 : adoption des lois sur le repos hebdomadaire obligatoire et sur la fermeture des commerces le dimanche.
En 1910, Loi sur les Retraites ouvrières et paysannes du 5 avril 1910 : Création des retraites ouvrières et paysannes, instaurant un système de retraite pour les travailleurs âgés.
En 1919, Loi des huit heures : Introduction de la limitation de la durée quotidienne du travail.
En 1919, Loi sur les conventions collectives : les conventions collectives sont définies par une première loi du 25 mars 1919 qui affirme leur suprématie sur le contrat de travail individuel.
En 1936, Accords de Matignon : Sous le Front populaire, adoption de deux semaines de congés payés et extension des conventions collectives.
En 1936, loi créant les délégués du personnel dans les entreprises : ils avaient pour rôle initial de présenter aux employeurs les réclamations des salariés concernant l'application de la législation du travail et des conventions collectives.
En 1946, Préambule de la Constitution du 27 octobre 1946 de la IVe République : Consacre les droits économiques et sociaux, tels que le droit à un travail et le droit syndical.
En 1946, création de la médecine du travail obligatoire : la médecine du travail a été instituée en France par la loi du 11 octobre 1946, adoptée dans le cadre de la reconstruction et de l'amélioration des conditions de travail après la Seconde Guerre mondiale. Elle a rendu obligatoire l'organisation d'un service médical du travail dans les entreprises, afin d'assurer la surveillance de la santé des salariés et de prévenir les risques liés à leur activité professionnelle. Elle visait principalement à lutter contre les maladies professionnelles et à améliorer la sécurité au travail.
En 1950, Création du Salaire minimum interprofessionnel garanti (SMIG) : Introduction d’un salaire plancher pour protéger les travailleurs les plus précaires.
En 1956, loi sur la 3e semaine de congés payés : un accord en date du 15 septembre 1955 entre la direction de la Régie nationale des usines Renault et les syndicats prévoit une troisième semaine de congés payés. Guy Mollet investi président du conseil par une majorité de Front Républicain, met à l’ordre du jour la généralisation de cette mesure. La loi votée à l’unanimité à l'Assemblée nationale est promulguée le 27 mars 1956.
En 1968, Accords de Grenelle : à la suite des événements de mai 68, augmentation du SMIG de 35 % et reconnaissance de droits syndicaux élargis dans l’entreprise.
En 1972, loi relative à l'égalité de rémunération entre les hommes et les femmes :  tout employeur est tenu d'assurer, pour un même travail ou pour un travail de valeur égale, l'égalité de rémunération entre les hommes et les femmes.
En 1982, Loi Auroux 1 : la première loi, celle du 4 août 1982 instaure un droit d’expression des salariés sur leurs conditions de travail tout en encadrant le pouvoir disciplinaire de l’employeur et du règlement intérieur. Elle interdit la discrimination en fonction de ses opinions politique ou de ses activités syndicales ou de ses convictions religieuses.
En 1982, Loi Auroux 2 : la loi du 28 octobre 1982 étend le rôle économique du comité d’entreprise avec un suivi par le CE de la marche économique de l’entreprise et l’obligation patronale de verser au CE un budget de fonctionnement égal à 0,2 % de la masse salariale.
En 1982, Loi Auroux 3 : La loi du 13 novembre 1982 introduit une obligation de négocier tant au niveau de la branche que de l’entreprise dans certains domaines et selon une périodicité définie par la loi.
En 1982, Loi Auroux 4 : la loi du 23 décembre 1982 crée les comités d’hygiène, de sécurité et des conditions de travail (CHSCT).
En 1983, Loi Roudy du 13 juillet 1983 sur la parité : elle transpose la directive européenne. La loi réaffirme le principe de l’égalité dans tout le champ professionnel (recrutement, rémunération, promotion ou formation). Elle précise et modifie les dispositions législatives de 1972 et de 1975 en supprimant la notion de "motif légitime" d’une quelconque discrimination et en définissant la notion de "valeur égale".
En 1999, Réforme des 35 heures en France (Loi Aubry) : Passage à la durée légale de travail hebdomadaire de 35 heures.

## XXIesiècle
En 2004, Journée de solidarité envers les personnes âgées et handicapées : Introduit une journée de travail non rémunérée pour les salariés, en réponse à la canicule européenne d'août 2003 qui avait révélé des lacunes dans la prise en charge des personnes vulnérables.
En 2008, Réforme de la représentativité syndicale : Renforce le rôle des syndicats majoritaires dans les négociations collectives.
En 2014, Loi du 29 mars 2014 : loi qui prévoit notamment que les entreprises d’au moins 1 000 salariés (celles entrant dans le champ du congé de reclassement) doivent rechercher un repreneur en cas de projet de fermeture d’un établissement.
En 2014, Loi du 9 mai 2014 permettant le don de jours de repos à un parent d'un enfant gravement malade : loi dite loi Mathys, permettant le don de jours de repos par des collègues de travail à un parent d'un enfant gravement malade.
En 2016, Loi relative au travail, à la modernisation du dialogue social et à la sécurisation des parcours professionnels - Loi Travail (El Khomri) : Introduit des assouplissements dans les règles de licenciement économique et valorise les accords d’entreprise.
En 2015, Loi relative au dialogue social et à l'emploi - (Loi Rebsamen) : loi pour simplifier et renforcer le dialogue social dans les entreprises, notamment en regroupant les instances représentatives du personnel, en renforçant la parité femmes-hommes et en simplification les obligations de l'employeur.
En 2017, Réforme du code du travail en 2017 - Ordonnances Macron : Réforme en profondeur le Code du travail, notamment en plafonnant les indemnités prud’homales et en facilitant les ruptures conventionnelles collectives.
En 2024, Loi sur les congés payés en cas de maladie : Garantit le droit à l’acquisition de congés payés durant une période d’incapacité de travail pour raison médicale.